# Fibulariella
Fibulariella is een geslacht van zee-egels uit de familie Fibulariidae.

## Soorten
- Fibulariella acuta (Yoshiwara, 1898)
- Fibulariella angulipora (Mortensen, 1948)
- Fibulariella oblonga (Gray, 1851)